# Telmatoscopus decens
Telmatoscopus decens és una espècie d'insecte dípter pertanyent a la família dels psicòdids.

## Descripció
El mascle és color marró; sutura interocular arquejada i parcialment interrompuda al centre; front amb una àrea triangular pilosa i una franja ampla que s'estén posteriorment al marge superior dels ulls; palps curts (el segment núm 1 és, si fa no fa, la meitat del segon); tòrax sense patagi; ales d'1,62 mm de longitud i 0,72 d'amplada, arrodonides apicalment, R5 acabant a l'àpex; antenes de 0,96 mm de llargària; edeagus simple. La femella no ha estat encara descrita. La grandària petita, els ulls molt separats, les ales amb els extrems arrodonits i els genitals són els seus trets més característics per diferenciar-lo de les altres espècies del mateix gènere de les illes Filipines.

## Distribució geogràfica
Es troba a les illes Filipines: Mindanao.